# Moravske Toplice
Moravske Toplice (pronunciación eslovena: [mɔˈɾaːu̯skɛ tɔˈpliːtsɛ]; hasta 1983: Moravci; húngaro: Alsómarác) es una localidad eslovena, capital del municipio homónimo en el noreste del país.
En 2019, la localidad tenía una población de 797 habitantes.
La localidad es conocida por albergar dos spas, que hacen que la economía del pueblo se base en el turismo al albergar varios hoteles. En el pueblo se ubica uno de los principales templos luteranos del país, construido entre 1925 y 1962 sobre una antigua hacienda local.
La localidad se ubica en la periferia nororiental de la ciudad de Murska Sobota.